# Garanhuns Airport
Garanhuns Airport är en flygplats i Brasilien.   Den ligger i kommunen Garanhuns och delstaten Pernambuco, i den östra delen av landet, 1 500 km nordost om huvudstaden Brasília. Garanhuns Airport ligger 757 meter över havet.
Terrängen runt Garanhuns Airport är huvudsakligen platt, men åt sydväst är den kuperad. Närmaste större samhälle är Garanhuns, 6,3 km sydväst om Garanhuns Airport.
Trakten runt Garanhuns Airport består i huvudsak av gräsmarker. Runt Garanhuns Airport är det ganska tätbefolkat, med 104 invånare per kvadratkilometer.